# Gornal (wijk)

Wijken van [L'Hospitalet de Llobregat

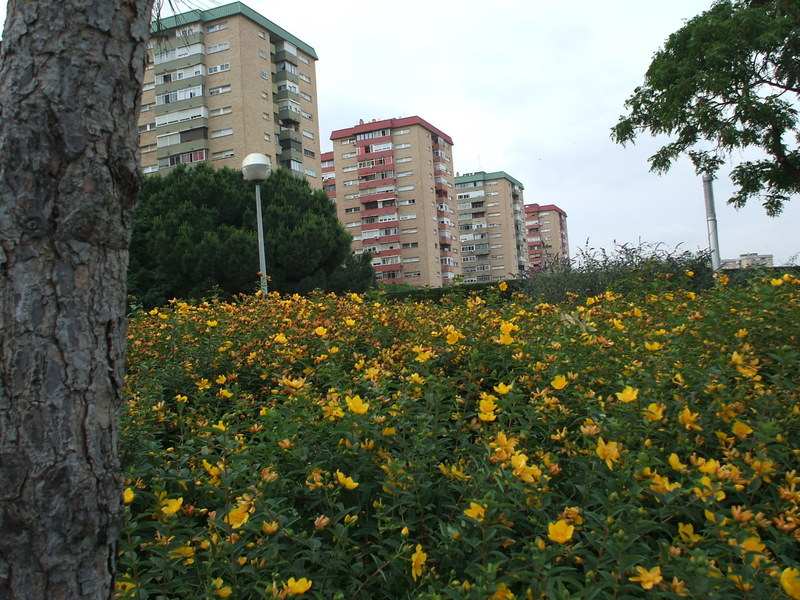
Gornal

El Gornal, of gewoon Gornal, is een buurt in L'Hospitalet de Llobregat, in de metropool Barcelona. Het maakt deel uit van District VI van L'Hospitalet samen met Bellvitge.
De ontwikkeling van deze buurt begon met de stedelijke expansie van Bellvitge richting de lege terreinen rondom de spoorwegen van Renfe. Vanaf de jaren 70 is deze buurt enorm gegroeid met onder meer de bouw van veel flats voor mensen met weinig inkomen.

## Gegevens
- Oppervlakte:  0,57 km²
- Bevolking: 7666 mensen (2006)
- Dichtheid: 13,431 inw/km²